# L'Île au trésor
« Jim Hawkins » redirige ici. Pour la série de Sébastien Vastra, voir Jim Hawkins (bande dessinée).
Pour les articles homonymes, voir L'Île au trésor (homonymie).
L'Île au trésor (Treasure Island) est un roman d'aventures de Robert Louis Stevenson. Publié du 1er octobre 1881 au 28 janvier 1882 sous la forme d'un feuilleton hebdomadaire signé « Captain George North » dans le magazine écossais pour enfants Young Folks, il paraît sous forme de livre le 14 novembre 1883, après que Stevenson a apporté de nombreuses modifications à son texte. Fortement inspiré par la nouvelle Le Scarabée d'or (1843) d'Edgar Allan Poe, il a considérablement contribué à façonner la représentation des pirates dans l'imaginaire populaire avec des éléments tels que les îles désertes, les cartes au trésor (en) marquées d'un X, ou l'archétype du pirate avec le personnage de Long John Silver, unijambiste et accompagné d'un perroquet sur l'épaule.
Il narre les aventures du jeune Jim Hawkins, fils d'aubergistes de Bristol, au milieu du XVIIIe siècle. Lorsque son auberge est le théâtre d'altercations entre pirates, il découvre une carte au trésor dans les affaires de l'un d'eux et monte une expédition avec deux adultes. Après avoir affrété un navire, l'Hispaniola, et recruté un équipage, ils s'élancent sur les mers. Le cuisinier de bord, Long John Silver, un homme sympathique et truculent, a lui-même fait engager une bonne partie des marins qui s'avèreront cependant être des anciens pirates de l'équipage du défunt capitaine Flint, qui aurait jadis caché son immense trésor sur une île déserte et n'aurait laissé qu'une seule carte indiquant son emplacement. Au moment où l'île est atteinte, une mutinerie éclate. Jim Hawkins s'engage alors dans une série de péripéties durant laquelle il quittera définitivement le monde de l'enfance pour devenir un homme.
En France, le roman paraît pour la première fois en 1885, traduit aux éditions Hetzel.

## Résumé

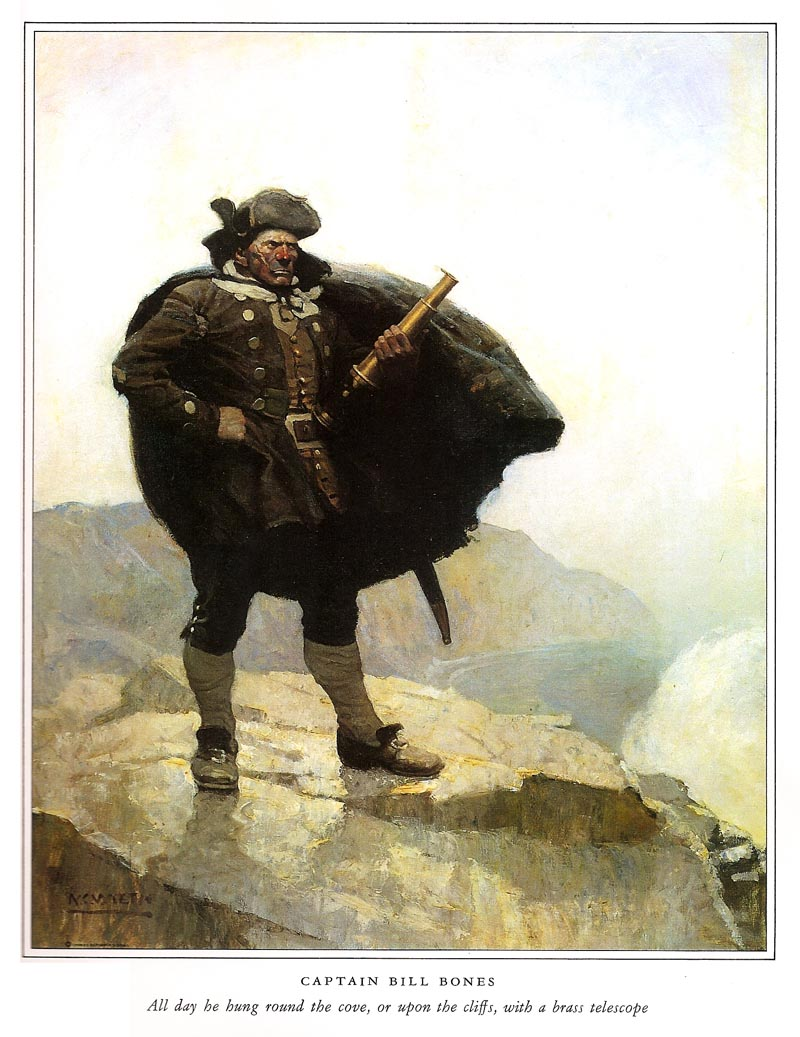
Billy Bones.
Illustration de N. C. Wyeth, 1911.

Le jeune Jim Hawkins est le fils du gérant de L'Amiral-Benbow, une auberge située sur la côte de Bristol, en Angleterre. Un jour, Billy Bones, un vieux loup de mer chargé d'un coffre, s'installe à l'auberge. Jim est tout à la fois fasciné et terrifié par ce marin colérique, violent et ivrogne, d'autant qu'une obscure menace semble planer sur ce dernier.
Cette menace se précise lorsqu'un dénommé Chien Noir vient trouver Bones et lui tient de sinistres propos puis quand Pew, un pirate aveugle, arrive à l'auberge et donne à Billy Bones « la tache noire » (ou marque noire), annonciatrice de mort dans le monde des pirates. Les heures de Billy Bones sont alors comptées et il meurt, foudroyé par une crise d'apoplexie tandis qu'au même moment le père de Jim, soigné par le docteur Livesey, meurt de phtisie.

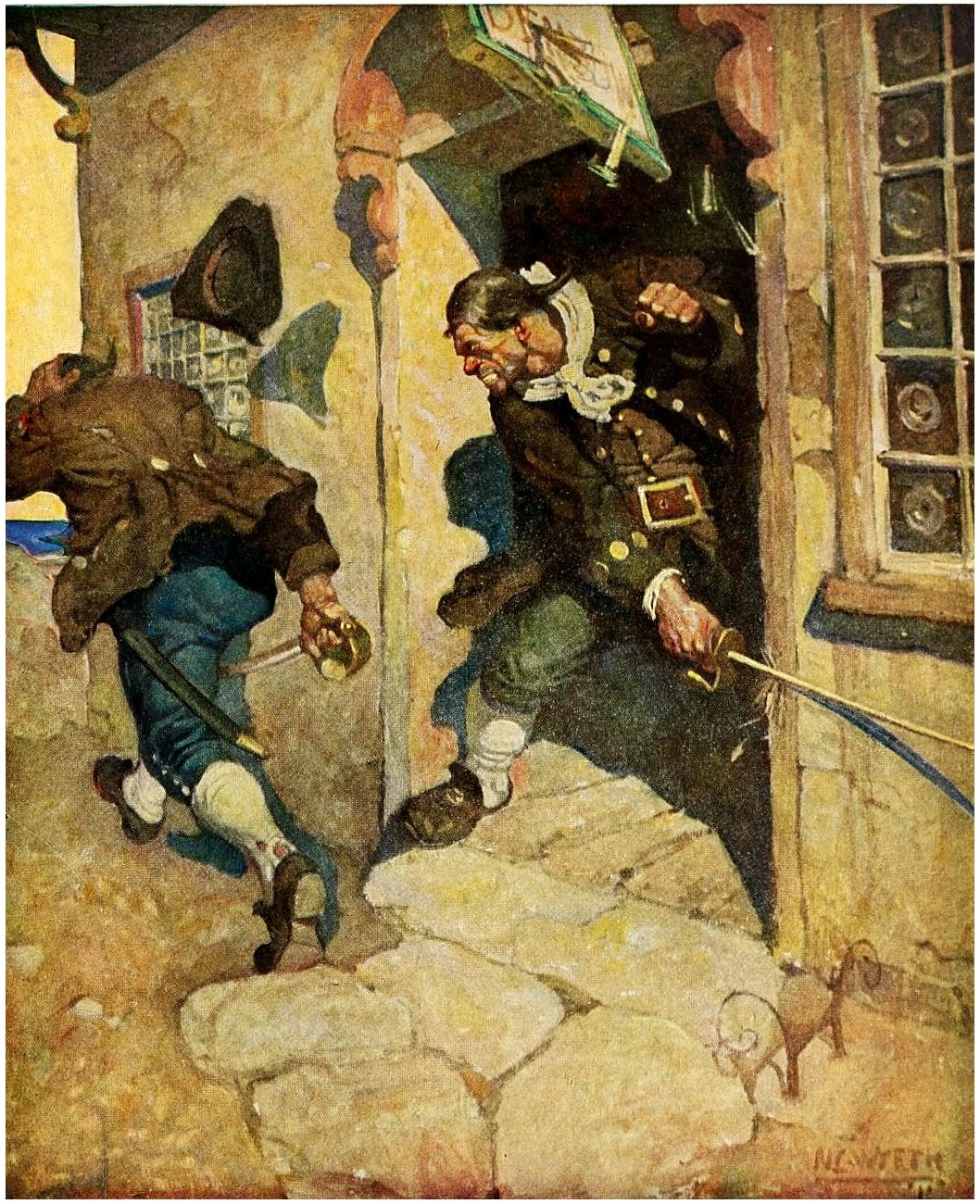
Billy Bones chasse Chien Noir de l'auberge L'Amiral-Benbow.
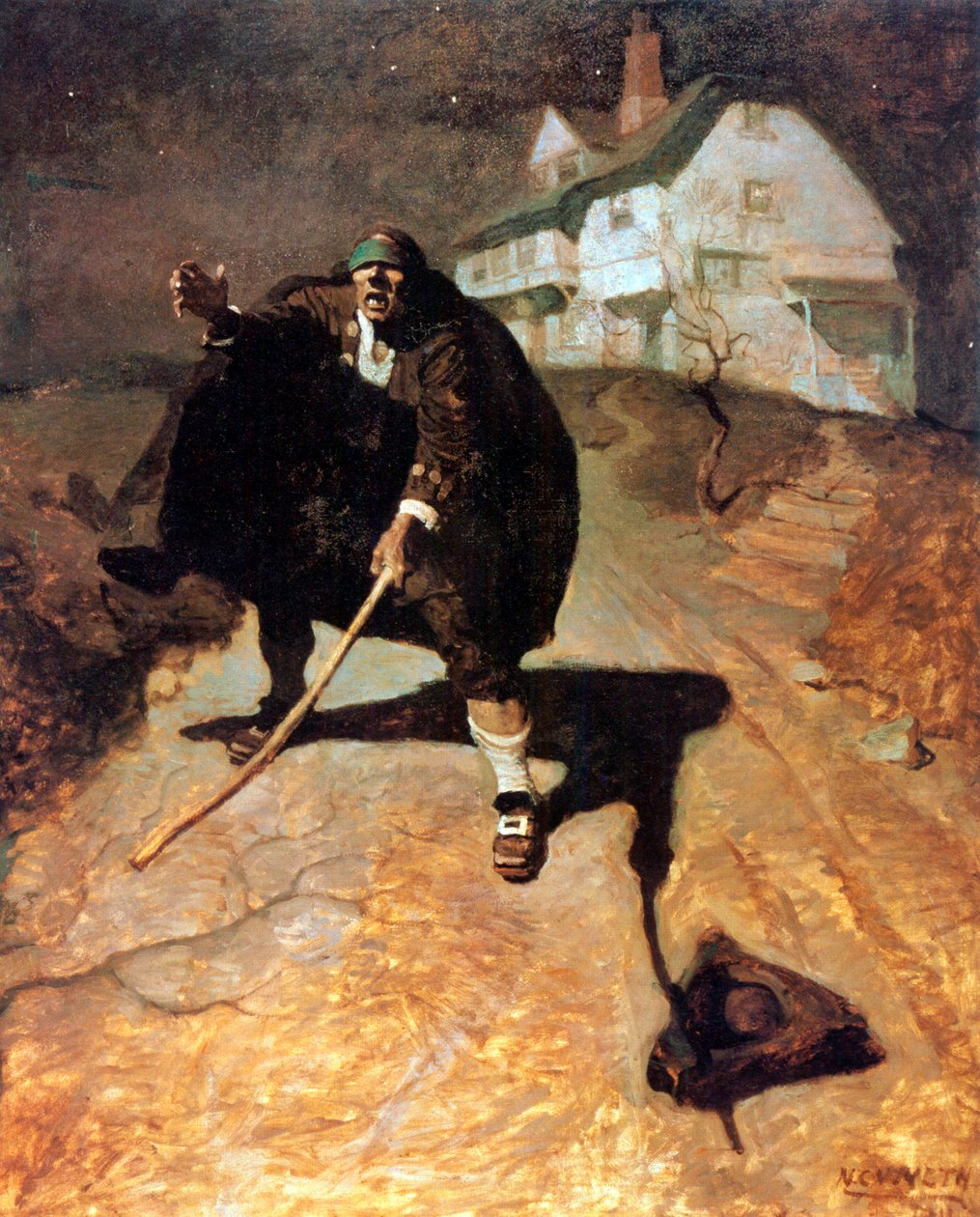
Pew l'aveugle.

Jim et sa mère partent chercher de l'aide dans le village voisin, la bande de Chien Noir et Pew étant sur le point de revenir. Personne n'accepte de les accompagner ; les voisins se contentent de leur donner une arme, de promettre d'aller prévenir le docteur Livesey et de ramener des hommes armés.
Jim et sa mère fouillent le corps de Billy Bones et découvrent la clé du coffre que l'homme gardait jalousement cachée dans sa chambre. Dans le coffre du pirate, ils trouvent un petit sac d'or et un paquet que Jim emporte avec lui par curiosité en même temps que quelques babioles appartenant à Bones. Sa mère s'approprie la somme d'argent que lui devait Billy Bones ; en femme honnête et raisonnable, elle prend ce que lui devait le pirate, ni plus, ni moins. Fuyant l'auberge juste à temps, la mère et le fils manquent de se faire tuer par Pew et ses hommes, qui ne les ont pas vus.

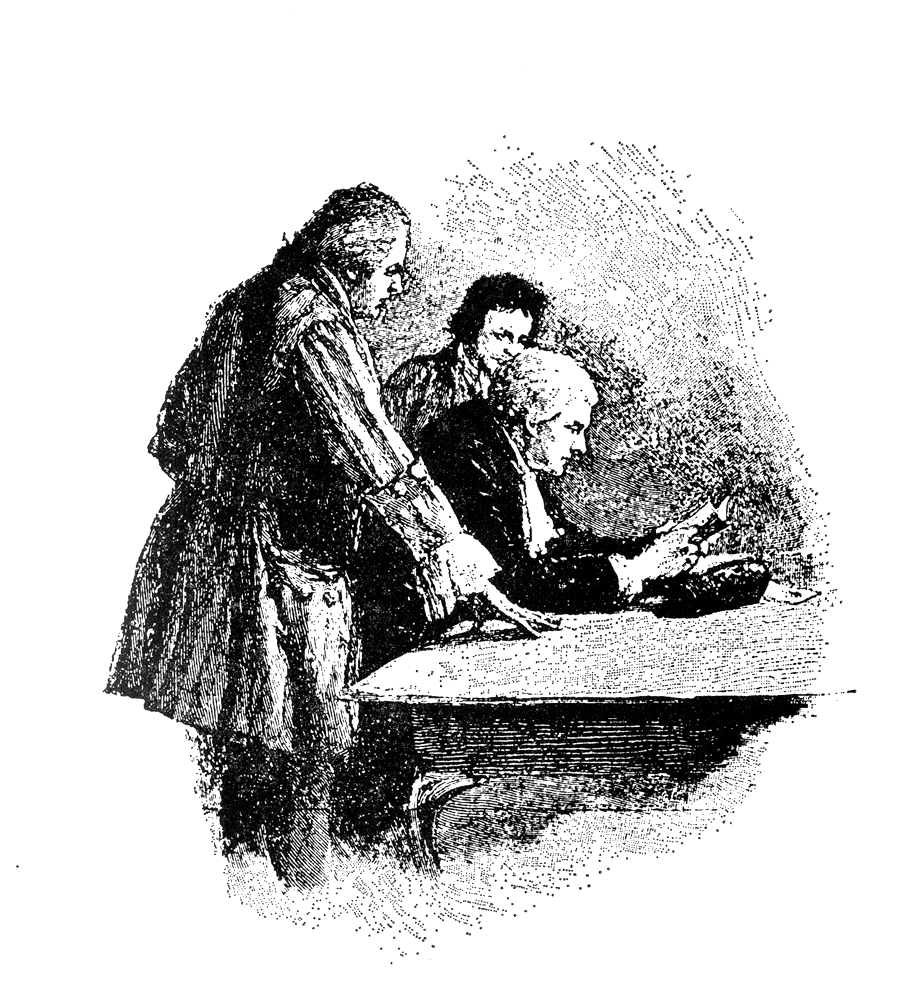
Livesey, Trelawney et Jim Hawkins découvrent la carte au trésor.
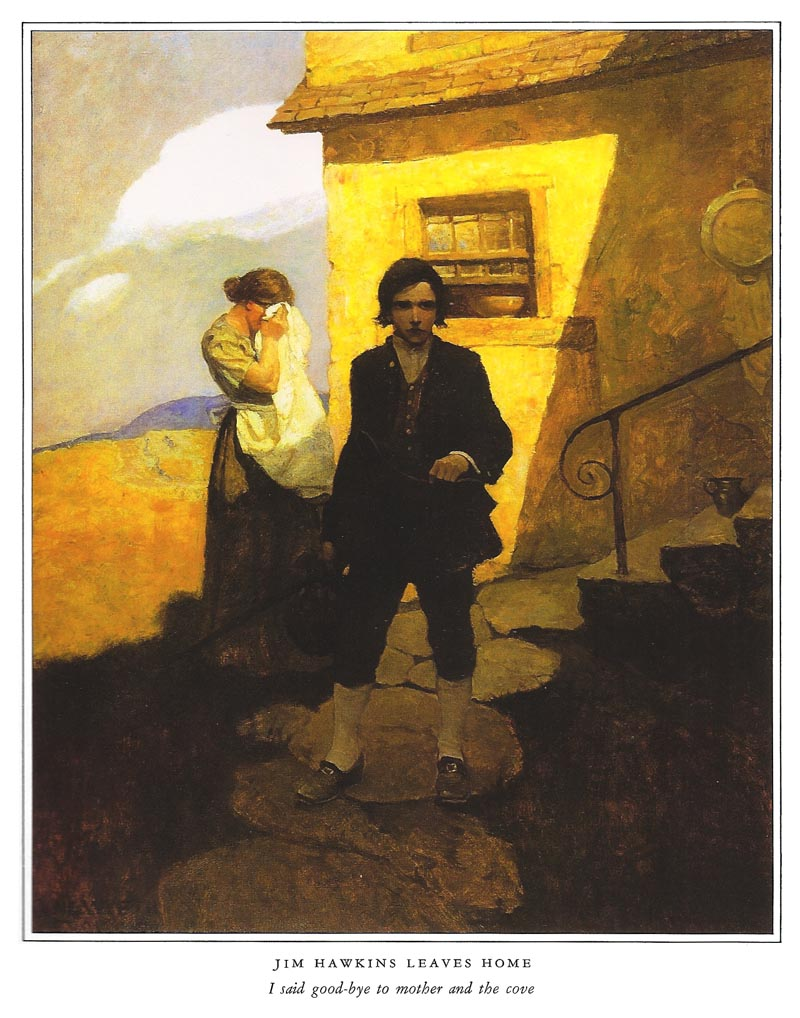
Jim Hawkins quitte le foyer maternel.

Jim laisse sa mère avec les voisins et part voir le docteur Livesey qui dînait chez un châtelain, le chevalier Trelawney, en compagnie de quelques convives du voisinage. Les deux hommes et le garçon ouvrent le paquet, découvrent une carte au trésor et se lancent alors dans une fabuleuse aventure vers l'île au trésor. Le chevalier Trelawney acquiert à Bristol un navire, l'Hispaniola, mais parle imprudemment de l'expédition exceptionnelle, ce qui attise la curiosité et les convoitises des marins du port. L'équipage recruté, sous le commandement du très strict et intègre capitaine Smollett, est composé de joyeux matelots et d'un cuisinier très populaire du nom de Long John Silver. Ce personnage truculent, qui se prétend soldat vétéran, unijambiste doté d'une béquille, est le conseiller de tous et a fait engager une bonne partie de l'équipage.
Au cours de la traversée, Jim surprend une conversation entre Long John Silver et les marins qu'il a recrutés ; il apprend ainsi que la plupart des hommes à bord de l’Hispaniola font partie de l'équipage de Flint, un marin fauteur de mutinerie qui prit jadis la tête d'une bande de pirates et aurait caché son immense trésor sur une île déserte. À sa mort, c'est Billy Bones son second qui prit possession de la précieuse carte au trésor et l'enferma dans un coffre. Une mutinerie se prépare donc à bord de l'Hispaniola, fomentée par Silver, pour s'emparer du navire puis du trésor. Jim avertit ses amis du danger. Ils décident de ne pas agir avant d'être à terre, tout en restant sur leurs gardes. Seuls le docteur Livesey, le chevalier Trelawney, quelques marins et Jim sont restés fidèles au capitaine Smollett.
Lorsque l’île est atteinte, Jim, caché dans un buisson, assiste à l'assassinat de Tom, un membre de l'équipage, par Long John Silver. Pris de peur, le garçon s'enfuit sans bruit. La lutte s’engage entre les deux groupes. Le jeune Hawkins découvre, lors d'une reconnaissance de l'île, un ancien pirate du nom de Ben Gunn, qui lui explique qu'il a été abandonné à cet endroit par son équipage trois ans plus tôt. Il lui révèle l'existence d'une barque cachée près du rivage. De son côté, le jeune garçon lui raconte son aventure. Ben Gunn se déclare prêt à aider Jim et ses amis et précise que si quelqu'un veut lui parler, il devra venir seul avec un objet blanc à la main.
Jim ne révèle pas tout de suite l'existence de Ben Gunn. Ses amis et lui se réfugient dans un fortin en bois construit jadis par Flint et sa bande. Les pirates le prennent d'assaut, réussissent à blesser le capitaine et perdent quelques-uns de leurs hommes. Pendant que le chevalier Trelawney soigne le capitaine et que le docteur s'en va rencontrer Ben Gunn, Jim part à la recherche de la barque et la découvre.

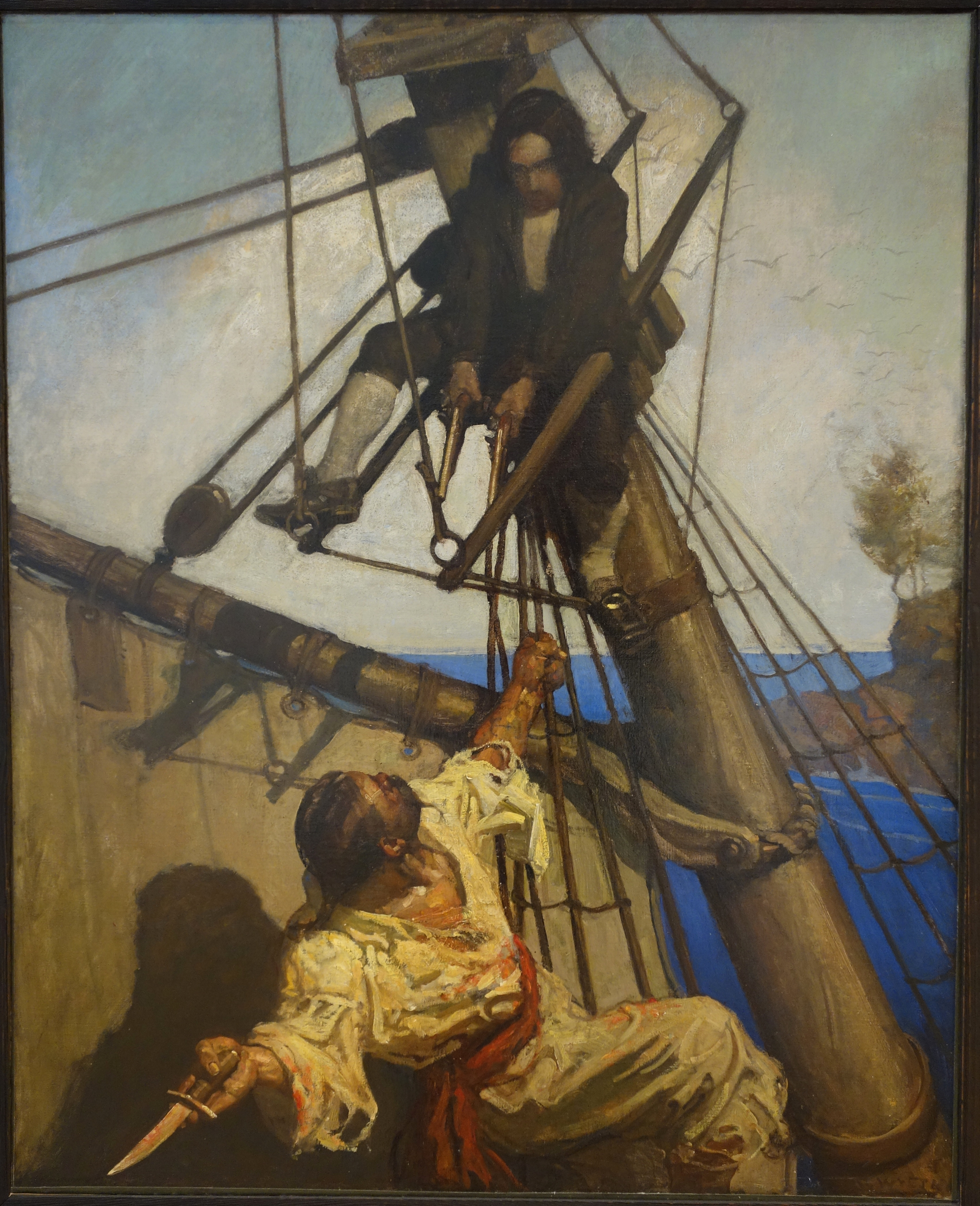
Jim abat Israel Hands.
Huile sur toile de N. C. Wyeth, 1911.

Grâce à elle, il tranche l'amarre de l’Hispaniola et monte à son bord. Il y découvre Israel Hands, un membre de l'équipage, ivre et blessé ; avec son aide, il fait naviguer le bateau jusqu'à un endroit introuvable pour les pirates. Lors de la dernière manœuvre, Hands essaie de tuer Jim : le garçon le tue grâce aux armes prises dans le fortin. C'est vers cet endroit que, blessé à l'épaule, il retourne pour annoncer à ses amis qu'il détient le navire ; il croise sur Long John Silver et ses hommes, qui s'apprêtent à le tuer. 

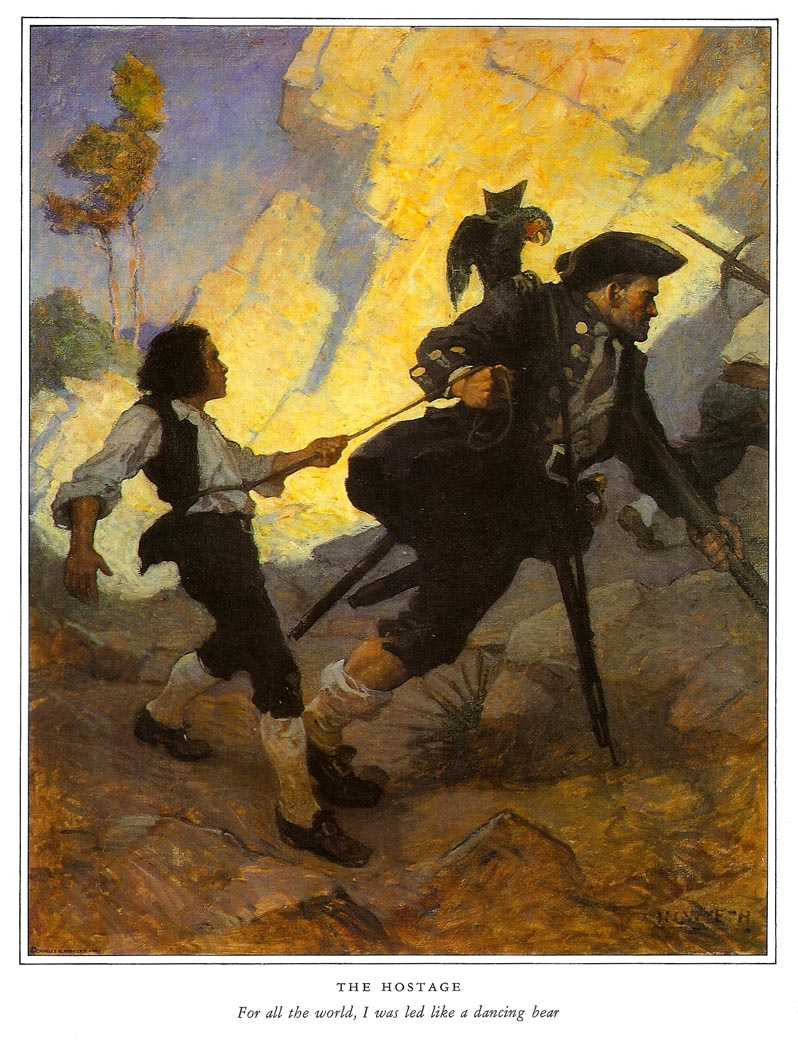
Jim gardé en otage par Long John Silver.
Illustration de N. C. Wyeth, 1911.

Silver, arrêté par le discours que Jim tient en déclarant bravement qu'il a contrarié dès l'arrivée sur l'île tous les plans de réussite des pirates, lui laisse la vie sauve. Les complices de Long John, mécontents, veulent user de violence. Ce dernier les calme en leur laissant entrevoir la perspective d'une part du trésor. Silver explique à Jim que le docteur Livesey lui a laissé le fortin et la nourriture qu'il possédait et qu'il s'en est allé avec ses amis dans un endroit inconnu. Jim ne croit pas ces dires, d'autant que Silver détient à présent la carte au trésor que possédait le docteur.
Le lendemain, le médecin rend visite aux pirates pour soigner comme convenu leurs blessés ; étonné par la présence de Jim, il demande à lui parler en privé. Le docteur adresse d'abord des reproches au garçon pour avoir faussé compagnie au groupe puis le prend en pitié quand ce dernier éclate en sanglots et fait part de ses craintes de se voir torturé. Livesey propose alors à Jim de fuir avec lui. Le garçon refuse car il a donné sa parole à Long John de ne pas s'échapper. Après le départ du docteur, Silver et les pirates survivants partent à la recherche du trésor avec Jim comme otage. Ils découvrent en chemin un squelette, le bras orienté vers ce qui semble être le trésor et trouvent la cache, totalement vide. Deux des pirates, de rage, se jettent sur Jim et Silver. Ils sont abattus par le docteur Livesey, par Gray, un matelot demeuré loyal, et par Ben Gunn. Livesey révèle alors que Gunn avait transporté le trésor dans sa grotte depuis longtemps.
Le groupe embarque par la suite des quantités de trésor sur l’Hispaniola et repart pour l'Angleterre, laissant dans l'île les trois pirates qui ont seuls survécus à l'aventure. À la première escale, Silver s'enfuit avec une partie du butin. Le reste est divisé à Bristol entre le jeune garçon et ses comparses. Jim Hawkins, bien des années plus tard, révèle au lecteur qu'une partie du trésor est restée dans l'île. Il ne voudrait pour rien au monde y retourner.

## Personnages
- Jim Hawkins, le jeune narrateur, fils des gérants de l'auberge « L'Amiral Benbow », qui prend une importante part dans la chasse au trésor, en tant que mousse sur le navire.
- David Livesey, médecin et ancien soldat, aimable et dévoué, et l'un des chefs de l'expédition et qui prend soin du père de Jim Hawkins.
- John Trelawney, châtelain du domaine où vivent Jim et Livesey, armateur de l'Hispaniola et maître de l'expédition, d'un caractère vif et énergique. C'est le meilleur tireur des membres de l'expédition.
- Alexandre Smollett, capitaine sévère de l'Hispaniola, courageux, organisé et discipliné.
- Long John Silver, appelé couramment Silver, le cuistot du bord, sympathique et populaire parmi les matelots. Il s'avére être un redoutable pirate et est le chef de la mutinerie.
- Ben Gunn, ancien pirate, « marronné » par son équipage depuis trois années. Il rencontre d'abord Jim, puis rejoint le groupe du capitaine et indique le trésor, avant de partir de l'île avec eux.
- Billy Bones, vieux marin ivrogne et colérique, qui s'installe à l'Amiral Benbow. C'est lui qui détient la carte au trésor, carte récupérée par Jim après la mort de Billy Bones, foudroyé par une crise d'apoplexie.
- Pew, pirate aveugle, qui rencontre Billy Bones à l'auberge et lui donne la tache noire, signe d'une condamnation à mort chez les pirates.
- Abraham Gray, charpentier en second du navire, l'un des matelots restés fidèles au capitaine Smollett.
- John Hunter, domestique du châtelain et membre de l'expédition.
- Richard Joyce, également domestique du châtelain et membre de l'expédition.
- Thomas, ou Tom Redruth, un autre domestique de Trelawney, l'un des membres les plus âgés du voyage.
- M. Arrow, second du capitaine, vieil ivrogne.
- Job Anderson, maître d'équipage de l'Hispaniola, l'un des principaux mutins.
- Israel Hands, le vieux patron de canot, aussi membre de la mutinerie.
- Tom, matelot fidèle au capitaine.
- Alan, également matelot loyal au capitaine.
- Dick Johnson, le plus jeune des matelots, mutin.
- George Merry, matelot mutiné
- Capitaine Flint (évoqué dans le roman) qui aurait enterré le trésor sur une île déserte.
- Tom Morgan, autre matelot mutiné.
- Chien Noir, un pirate ami de Billy Bones.
- Johnny, pirate complice de Pew.
- Dick, autre pirate complice de Pew.
- La mère de Jim, patronne de « l'Amiral Benbow ».
- Le père de Jim, patron de « l'Amiral Benbow ».

## Genèse de son «premier livre»

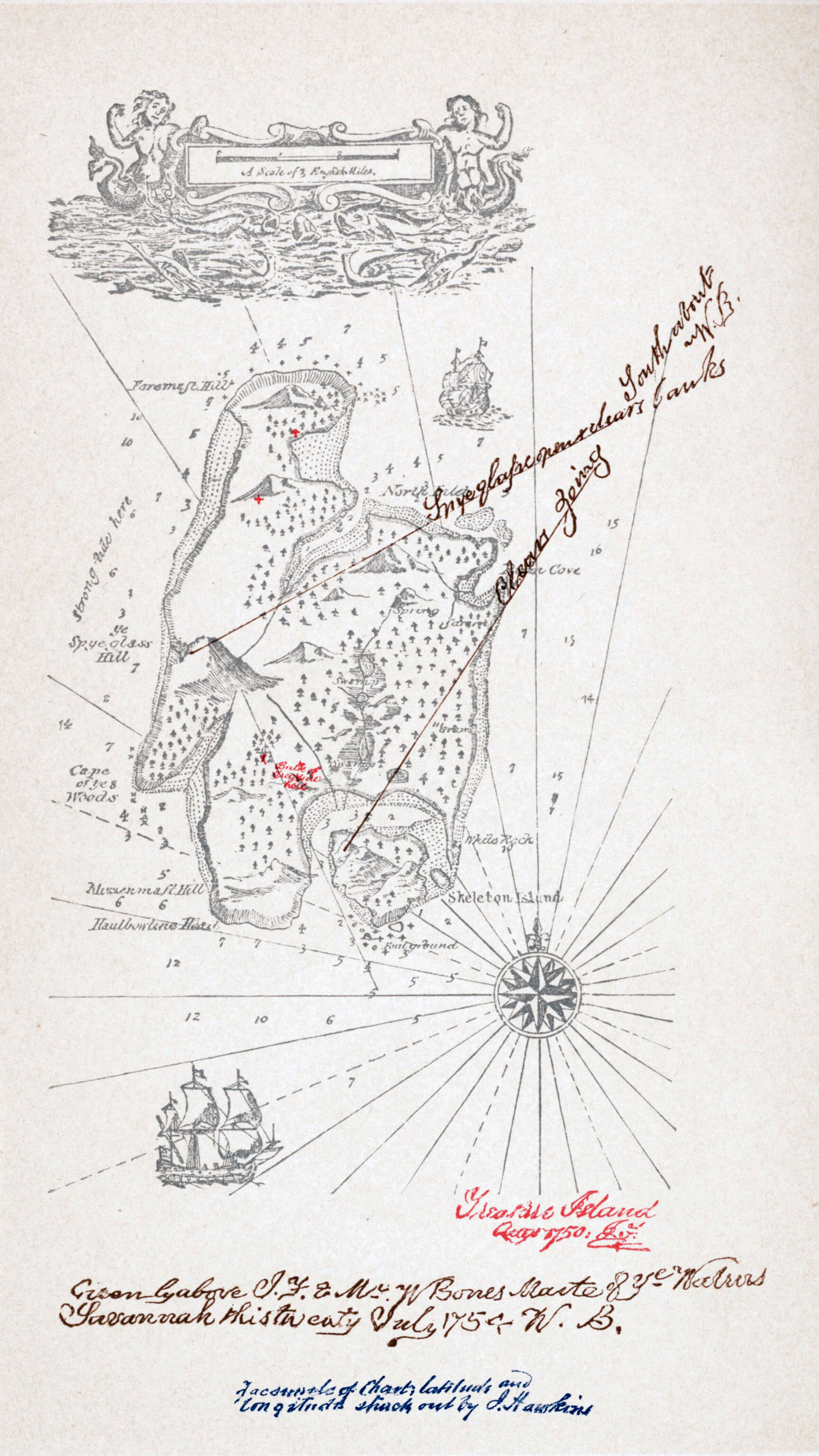
La carte de l'île, par Stevenson.

### Stevenson a 29 ans
En 1879, les œuvres de Stevenson se limitent à deux récits de voyage peu diffusés : An Inland Voyage (1878) et Voyage avec un âne dans les Cévennes (1879) et à quelques nouvelles, qui ne lui ont pas encore valu de s'attirer la faveur du grand public. Des succès d'estime donc, pour ce passionné d'écriture et de littérature, qui ne lui permettent pas encore de vivre de sa passion.
Issu d'un milieu plutôt aisé, il ne doit son relatif confort financier qu'à la situation de son père, Thomas Stevenson, célèbre ingénieur bâtisseur de phares dans toute l'Écosse. Cette dépendance financière envers son père se dresse bien souvent comme un obstacle à sa liberté, Thomas n'hésitant pas à recourir à ce levier pour faire plier son fils à ses exigences.
Sur le plan sentimental, Stevenson vit une relation avec une artiste-peintre américaine, Fanny Osbourne, rencontrée en 1876 lors d'un séjour en France à Grez. Relation pour le moins compliquée à l'époque, puisque la belle, de dix ans plus âgée, est mariée, mère de deux enfants (Isobel et Lloyd) et vit séparée de son mari demeuré aux États-Unis.
Lorsqu'en août 1878 Fanny repart avec ses enfants en Californie auprès de son mari, Stevenson reste seul et le monde semble s'écrouler autour de lui. Une année passe, durant laquelle il s'efforce de surmonter son chagrin de vivre loin de l'être aimé, rien n'y fait : le 7 août 1879, n'y tenant plus, il embarque presque sur un coup de tête à bord d'un bateau d'émigrants pour l'Amérique afin de rejoindre Fanny, contre la volonté de ses parents.

### Stevenson en Californie
Au terme de plus de trois semaines de voyage, Stevenson dans un état de santé déplorable (toux, fièvre et eczéma) retrouve Fanny à Monterey. Côté finances, ses amis (W. E. Henley, Sidney Colvin et Edmund Gosse) font la sourde oreille à ses appels au secours. Persuadés que Stevenson se fourvoyait dans cette relation avec Fanny et qu'il gâchait son talent, ils s'appliquent, sur la suggestion d'Henley, à décourager Stevenson de rester en Californie. Pour ce faire, il est décidé qu'un minimum d'effort serait fait pour placer ses textes auprès des éditeurs et que l'on répondrait par la négative à ses demandes d'argent sous un prétexte quelconque. C'est donc tant bien que mal que Stevenson survit, économisant autant que possible et gagnant à peine de quoi vivre en rédigeant des articles pour le Monterey Californian, une gazette locale.
Il tombe gravement malade en mars 1880 et échappe de peu à la mort grâce au dévouement de Fanny à son chevet, laquelle a également pris sur elle d'écrire aux parents de Stevenson pour tenter de les ramener à la raison. Voyant que leur obstination avait failli coûter la vie de leur fils, ils cèdent : Thomas l'assure d'une rente et donne sa bénédiction au mariage. Stevenson et Fanny se marient en mai 1880, puis, après deux mois de voyage de noces passés dans une mine d'argent abandonnée, s'en retournent en Europe au mois d'août 1880.

### Vision littéraire
De retour en Écosse, Stevenson est désormais un homme nouveau : les choses se sont clarifiées dans sa vie. Enfin marié avec Fanny, il s'est réconcilié avec son père, ce qui, sans pour autant lui fournir son indépendance financière, le met à l'abri du besoin. Mais surtout, le voilà détenteur d'une vision littéraire aboutie, longuement mûrie pendant son exil, qu'il détaille dans un premier essai, On the Art of Literature. Et ce n'est là que la première brique d'une véritable théorie sur la fiction et le roman, qu'il ne cessera par la suite de développer et d'affiner, notamment dans ses essais majeurs qui suivirent : A Gossip on Romance (1882), A note on realism (1883), A Humble Remonstrance, (1884) et On some technical elements of style in literature (1885).
Selon Michel Le Bris, cette année passée en Californie se révèle capitale dans la vie de Stevenson car c'est à partir de cette expérience qu'il est accepté en tant qu'écrivain. En témoigne d'ailleurs sa nouvelle Le Pavillon sur la lande (The Pavilion on the Links, 1880), en grande partie développée et achevée en Californie, dont le ton résolument nouveau, bien différent de ses textes précédents, a immédiatement séduit la critique.

## Influences

### Sur Stevenson

#### Edgar Poe
Le texte suit à peine deux décennies, Le Scarabée d'or (The Gold Bug) nouvelle policière et d'aventures d'Edgar Allan Poe, parue en juin 1843 dans le journal de Philadelphie Dollar Newspaper et qui a gagné un prix de 100 dollars, montant le plus élevé que l'écrivain ait touché, pour le texte le plus largement lu du vivant de l'auteur. 
Dans Le Scarabée d'or, la découverte d'un message mystérieux, esquisse griffonnée sur un vieux parchemin, déclenche une série de rebondissements mêlant suspense et cryptologie : Legrand, accompagné par son fidèle serviteur Jupiter et suivi par son ami narrateur, se lance à la poursuite du trésor du célèbre Cap'tain Kidd dans une étrange chasse préfigurant l'Île au trésor de Stevenson.

#### Presse californienne
Stevenson s'est intéressé à un vrai trésor au moment où il a écrit ce livre, le Trésor ecclésiastique de Lima, volé en 1820 par le capitaine pirate  William Thomson, selon une enquête minutieuse publiée en 2005 par l'écrivain franco-suisse Alex Capus.
Stevenson aurait lu des articles de journaux relatant comment des navires tentaient de le retrouver sur la côte Pacifique de l'Amérique centrale, sur l’île Cocos, qui ressemble de façon frappante à l’île du roman. Le 31 octobre 1879, le quotitien The San Francisco Call révèle en effet que deux navires différents ont lancé une expédition pour retrouver ce Trésor ecclésiastique de Lima sur l'Île Cocos. Parmi eux, la Goélette Vanderbilt est revenue bredouille. Stevenson vivait alors dans le port de San Francisco, à la recherche d'inspiration et commandant des livres à ses amis, comme en témoigne sa correspondance de l'époque.
Si le trésor de Lima n'a jamais été retrouvé sur l’île Cocos, malgré deux siècles d'intenses recherches, c'est qu'il a en fait été caché des milliers de kilomètres plus à l'ouest sur Tafahi, îlot très proche de l'archipel des Samoa, qui s'appelait lui aussi "île Coco" sur les anciennes cartes hollandaises, aux dimensions quasi-similaires. Alex Capus a été informé de cette homonymie par une lettre de Nouvelle-Zélande d'un de ses lecteurs, l'homme d'affaires Walter Hurni. Malgré les réticences de l'écrivain, qui ne s'est jamais intéressé aux chasses au trésor, ce dernier insiste pour qu'il s'intéresse au cas Stevenson et lui fait parvenir des reproductions de cartes maritimes hollandaises anciennes, qui étaient encore utilisées à l'époque de  William Thomson, voleur du trésor ecclésiastique de Lima. Robert Louis Stevenson aurait fait en 1879 la même découverte, observant que les courants marins rendaient plus logique, selon les océanologues, de fuir le Pérou vers l'ouest plutôt que vers le nord. Porté par ces courants, le pirate serait arrivé ainsi à Tafahi, située à moins de 24 heures en pirogue du lieu de l’archipel des Samoa où le romancier écossais a passé les quatre dernières années de sa vie.
Dès son livre-enquête paru en allemand et en anglais en 2005, Alex Capus est invité à l'Edinburgh Festival Fringe où les spécialistes de Stevenson échouent à le contredire. Dans la traduction française en 2017, qui y apporte d'importants ajouts, Capus, qui pendant cinq ans a passé ses vacances en familles sur des îles du Pacifique, étaie l'hypothèse que Stevenson se soit installé sur Upolu pour y chercher le trésor puis le trouver. Alors que ses lettres mentionnaient jusqu'en décembre 1889 son souhait ardent de vivre en Écosse, l'écrivain décide en effet du jour au lendemain de s’installer définitivement aux Samoa, le pire des climats pour un tuberculeux, où il meurt en 1893 à 44 ans. Il y a érigé un palais faramineux, son patrimoine augmentant fortement à cette période, bien au delà de sa bonne fortune littéraire, et ses héritiers se chargeant ensuite de continuer à recycler, peu à peu et discrètement, notamment dans l'immobilier et le pétrole, l'argent tiré des biens ecclésiastiques espagnols découverts à Tafahi.

### De Stevenson
L'Île au trésor de Robert Louis Stevenson a influencé l'imaginaire collectif, notamment en ce qui concerne l'image du pirate dont Long John Silver est devenu l'archétype. On retrouve par exemple nombreux de ses traits caractéristiques dans le personnage du Capitaine Red interprété par Walter Matthau dans le film Pirates (1986) de Roman Polanski. De plus, John Silver semble également avoir servi d'inspiration pour Hector Barbossa (Geoffrey Rush) de la saga Pirates des Caraïbes.
L'argument principal du livre, l'idée d'un trésor caché par les pirates, est un mythe : cela n'existe pas dans la pratique de la piraterie, et ils avaient plutot tendance à partager aussi tôt que possible les butins. 
Le concept de la marque noire se retrouve également dans Pirates des Caraïbes : Le Secret du coffre maudit (2006) de Gore Verbinski, et dans un épisode de la série britannique Doctor Who : La Marque noire (2011).
Le thème de la recherche du trésor caché par un pirate dans le sol d'une île des Caraïbes constitue le fil conducteur des deux albums des Aventures de Tintin : Le Secret de La Licorne (1943) et Le Trésor de Rackham le Rouge (1945). Ce thème est aussi repris dans le jeu vidéo Sea of Thieves (2018). La lecture par transparence des coordonnées géographiques inscrites sur les parchemins rappelle la nouvelle d'Edgar Allan Poe, Le Scarabée d'or, dans laquelle un parchemin exposé à une source de chaleur révèle les inscriptions qui permettent de localiser le trésor du célèbre Cap'tain Kidd, ainsi que les péripéties du roman de Stevenson pour mettre la main sur la carte au trésor.

## Adaptations

### Au cinéma
- 1920 : L'île au trésor (Treasure Island) de Maurice Tourneur, avec Shirley Mason dans le rôle de Jim.
- 1934 : L'Île au trésor (Treasure Island) de Victor Fleming, avec Jackie Cooper dans le rôle de Jim.
- 1937 : L'Île au trésor (Остров сокровищ, Ostrov sokrovichtch) de Vladimir Vaïnchtok.
- 1950 : L'Île au trésor (Robert Louis Stevenson's Treasure Island) de Byron Haskin pour les studios Disney.
- 1971 : Les Joyeux Pirates de l'île au trésor (Dobutsu Takarajima), long-métrage d'animation d'Ikeda Hiroshi, avec la contribution de Hayao Miyazaki et Yôichi Kotabe.
- 1971 : L'Île au trésor (Ostrov sokrovishch) de Yevgeni Fridman (URSS) avec Aare Laanemets dans le rôle de Jim (lien IMDB : https://www.imdb.com/title/tt0167326/).
- 1972 : L'Île au trésor (Treasure Island) de John Hough ; il doit beaucoup à la prestation d'Orson Welles dans le rôle de Long John Silver.
- 1985 : L'Île au trésor de Raoul Ruiz, avec Melvil Poupaud dans le rôle de Jim.
- 1996 : L'Île au trésor des Muppets (Muppet Treasure Island) de Brian Henson, film produit par les studios Disney et Jim Henson Productions.
- 2002 : La Planète au trésor : Un nouvel univers (Treasure Planet), long-métrage d'animation des studios Disney transposant l'histoire dans l'espace et le futur.
- 2002 : L'Île de Black Mór, long-métrage d'animation de Jean-François Laguionie.
- 2007 : L'Île aux trésors d'Alain Berbérian, avec Gérard Jugnot, Alice Taglioni, Vincent Rottiers, et Jean-Paul Rouve.

### À la télévision
- 1960 : Mister Magoo et l'île au trésor, série. Mister Magoo joue le rôle de Long John Silver, 52 minutes. Les Fabuleuses Aventures de Mister Magoo (The Famous Adventures of Mister Magoo), série américaine réalisée par John Huble.
- 1966 : L'Île au trésor (en), série d'aventures coproduite par l'ORTF et la ZDF. En quatre parties d'environ 90 minutes par épisode. Acteurs principaux : Michael Ande, Ivor Dean, Georges Riquier, Jacques Monod.
- 1971 : L'Île au trésor, réalisé par Zoran Janjic (Australie). Diffusé en France en 1979 sur FR3.
- 1978 : L'Île au trésor, série animée réalisée par Osamu Dezaki au Tokyo Movie Shinsha (Japon). Diffusée en France à partir de 1986 sur Canal+.
- 1990 : L'Île au trésor (Treasure Island), téléfilm de Fraser Clarke Heston. Silver étant interprété par Charlton Heston, Jim par Christian Bale (alors âgé de 16 ans) et l'aveugle Pew par Christopher Lee.
- 1993 – 1995 : La Légende de l'Île au trésor (The Legends of Treasure Island), série réalisée par Dino Athanassiou, Simon Ward-Horner.
- 1999 : L'Île au trésor (Treasure Island), téléfilm de Peter Rowe, Silver étant interprété par Jack Palance, Jim par Kevin Zegers.
- 2007 : L'Ordre des Pirates (Die Schatzinsel), téléfilm de Hansjörg Thurn.
- 2012 : L'Île au trésor (Treasure Island), téléfilm britannique de Steve Barron.
- 2014 : Black Sails, série qui se déroule vingt ans avant L'Île au trésor.

### Bande dessinée
- Osamu Tezuka, La Nouvelle Île au trésor (Shin takarajima), Ikuei Shuppan, 1947.
- Jackson, L'Île au trésor, dans Spirou no 565-606, Dupuis, 1949.
- René Pellos, L'Île au trésor, SPE, Mondial aventures no 5, 1954.
- M. Leroy, L'Île au trésor, Vedette, coll. « Fanfan » no 14, 1955.
- Studio Walt Disney, L'Île au trésor, Édicoq, 1958.
- Ramón De La Fuente (dessin) et Bañolas (scénario), L'Île au trésor, Nathan, 1973.
- Nino, L'Île au trésor, MCL, 1976.
- Hugo Pratt (dessin) et Mino Milani (scénario), L'Île au trésor, Les Humanoïdes associés, 1980.
- Collectif, L'Île au trésor, Edito-Service SA, 1981.
- Chiqui de la Fuente (dessin) et G. Soria (scénario), L'Île au trésor, Larousse, 1985.
- Christian Rossi, L'Île au trésor, album publicitaire pour Alfa Romeo, 1986.
- François Corteggiani (scénario) et Michel Faure (dessin), L'Île au trésor, Dargaud, 1991.
- Mathieu Lauffray (dessin) et Xavier Dorison (scénario), Long John Silver, Dargaud, quatre tomes, 2007-. Biographie imaginaire de Long John Silver avant et après L'Île au trésor.
- Fred Simon (dessin) et David Chauvel (scénario), L'Île au trésor, Delcourt, coll. « Ex-libris », trois tomes, 2007-2009.
- Jean-Marie Woehrel (dessin) et Christophe Lemoine, L'Île au trésor, Adnis, coll. « Romans de toujours. Les incontournables de la littérature en BD » no 1, 2008.
- Stassen et Venayre, L'Île au Trésor d'après le roman de R.L.Stevenson, Futuropolis, février 2012[26].
- Sébastien Vastra, Jim Hawkins, Ankama Éditions, 2015
- L'Île au trésor, scénario de Christophe Lemoine et dessins de Jean-Marie Woehrel, Glénat, Collection Les Grands Classiques de la littérature en bande dessinée, 2016. (réédition de la même bande dessinée parue en 2008)
- Les Bijoux de la Castafiore. Au château de Moulinsart on remarque, au moment où Bianca Castafiore crie (pour une énième fois), « Ciel ! Mes bijoux ! Au voleur ! », Tintin en train de lire L'ile au trésor (page 43).[réf. nécessaire]

### Jeux vidéo
- La série de jeux vidéo d'aventures humoristiques Monkey Island s'inspire énormément de l'univers de L'Île au trésor.
- Cap sur l'île au trésor, réalisé par Kheops Studio (2006), déjà auteurs de Retour sur l'île mystérieuse.

### Jeux de société
- Marc Paquien[27], L'île au trésor[28], jeu d'après le roman de R.L. Stevenson, éditions Matagot. Nommé pour l'As d'or Jeu de l'année 2019.

## Éditions

### Éditions britanniques
- (en) Treasure Island, London, Cassell & Company, 1883    (Wikisource anglophone)

### Éditions françaises
- L’Île au trésor (trad. Pascal Grousset), Paris, Hetzel, 1911    (Wikisource)
- L’Île au trésor (trad. Théo Varlet), Paris, 1920 (Wikisource)
- Livre illustré : L'Île au trésor, illustration de Pierre Joubert, traduction de Canaud (traduction), éd. Fleurus, 1992.
- Livre personnalisé : L'île au trésor, adaptation de Pascal Leby, éd. Mon Roman personnalisé, 2018